# 罗俊 (1913年)
罗俊（1913年—2003年12月29日），男，江苏昆山人，中华人民共和国政治人物，教授，曾任外文出版社社长，外文出版发行事业局局长，中国工业合作协会理事长，中共十二大代表、第三届全国人大代表、第六、七届全国政协委员。

## 生平
1960年至1963年任外文出版社社长，1963年至1966年以及1979年至1981年间任外文出版发行事业局局长。